# عبد المحسن القحطاني
عبد المحسن عبد الله آل سعد القحطاني، لاعب كرة قدم سعودي ، يلعب في نادي الصفا.

## مسيرة اللاعب
لعب في نادي القادسية ونادي الرائد ونادي الرياض ونادي الصفا.

## روابط خارجية
- عبد المحسن القحطاني على موقع قاعدة بيانات كرة القدم.إي يو (الإنجليزية)
- عبد المحسن القحطاني على موقع Soccerway.com (الإنجليزية)
- عبد المحسن القحطاني على موقع كووورة